# Aldeia do Bispo (Sabugal)
Aldeia do Bispo is een plaats (freguesia) in de Portugese gemeente Sabugal en telt 400 inwoners (2001).